# 布永城堡
布永城堡（法語：Château de Bouillon，發音：[ʃato də bujɔ̃]）是位於比利時城市布永的一座中世紀時期的城堡。在988年時，布永城堡已經出現在文獻記載當中。1082年为布永的戈弗雷所继承，后为筹备第一次十字军军费而售予列日主教。法國築城大師塞巴斯蒂安·勒普雷斯特雷·德·沃邦曾經修繕過布永城堡，使得布永城堡的防衛結構頗為獨特。